# Reco-reco

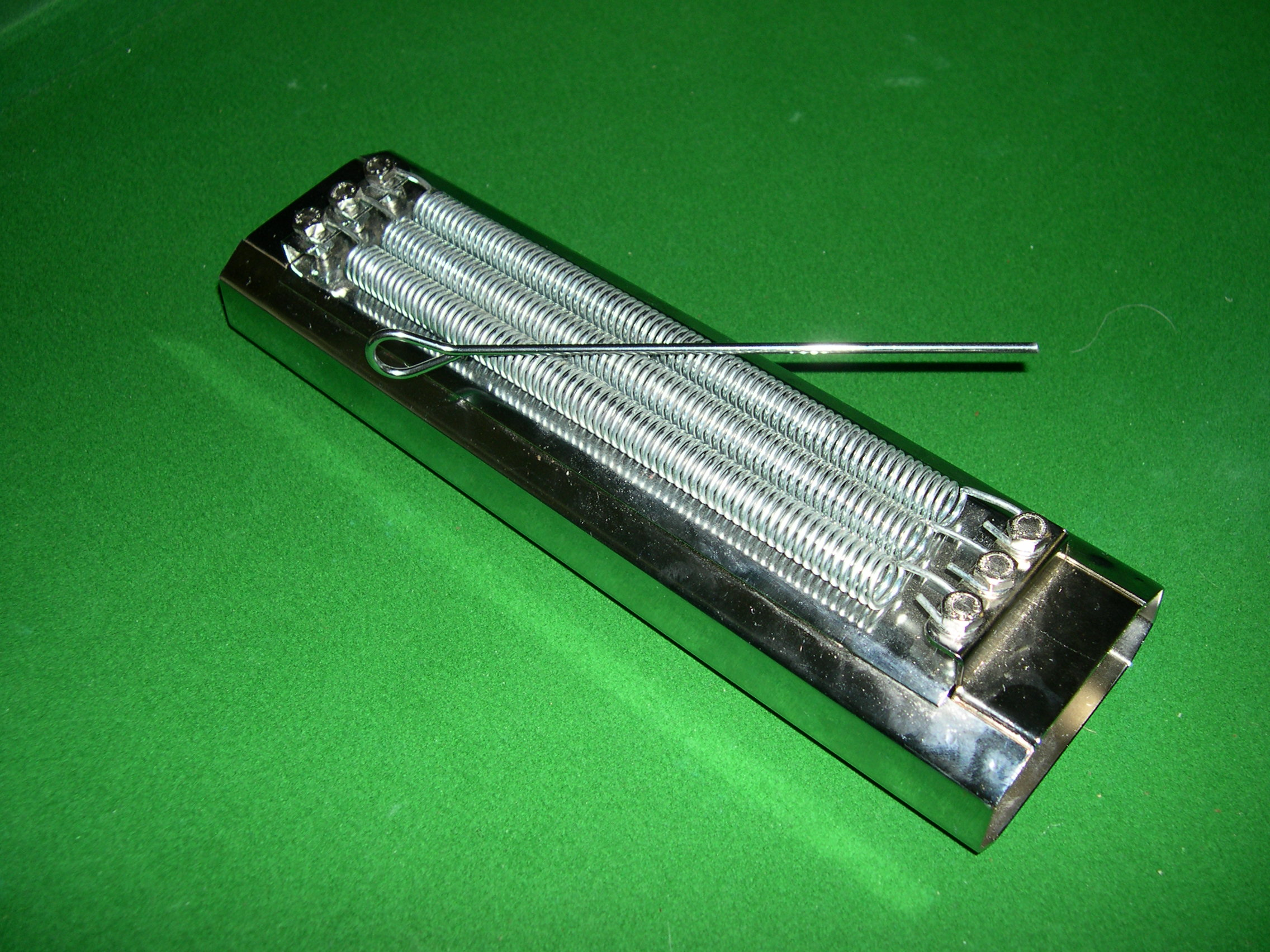
Reco-reco aus Metall

Der (oder auch das) Reco-reco ist ein dem Güiro verwandtes Schrapinstrument in der brasilianischen Musik. Er besteht traditionell aus einem sägezahnartig mit Querrillen eingekerbten zylindrischen Korpus aus Bambus oder Holz. Gespielt wird er mit einem Holzstab. Das Instrument wird in verschiedenen brasilianischen Musikstilen eingesetzt, wie etwa dem Samba. Es entstammt der afro-brasilianischen Musikkultur. Seit geraumer Zeit gibt es Reco-recos, die aus einem Metallzylinder bestehen, auf dem längsseits mehrere Metallfedern befestigt sind und die mit einem Metallstab gespielt werden, woraus eine erheblich höhere Lautstärke beim Spiel resultiert. Die Metallfedern können mit der Hand, die das Instrument hält, gedämpft werden und so ergeben sich unterschiedliche Klangmöglichkeiten. Neben der Version aus Metall werden heutzutage auch Reco-recos aus Fiberglas benutzt, die mit einem Stock aus Kunststoff gespielt werden.
In Brasilien wird der Reco-reco je nach Region auch Catacá, Caracaxá, Querequexé, Reque-reque oder z. B. im Amazonasgebiet Raspador genannt.